# Parachironomus pediformis
Parachironomus pediformis är en tvåvingeart som beskrevs av Lenz 1951. Parachironomus pediformis ingår i släktet Parachironomus och familjen fjädermyggor. Inga underarter finns listade i Catalogue of Life.